# Saor Nauli Hatoguan
Saor Nauli Hatoguan is een bestuurslaag in het regentschap Samosir van de provincie Noord-Sumatra, Indonesië. Saor Nauli Hatoguan telt 1240 inwoners (volkstelling 2010).